# Mielitis
Se conoce por mielitis a un conjunto de enfermedades humanas caracterizadas por la inflamación de la médula espinal, aunque también puede ser un síntoma de otras afecciones del SNC.

## Síntomas y signo
Los síntomas generales que pueden presentarse para estas patologías incluyen fiebre, malestares, dolor de cabeza, parestesia, dolor o pérdida del bienestar, paresia central o periférica, y pérdida de control de vejiga. Pueden también desarrollarse signos meníngeos.
La mielitis transversa es un trastorno neurológico causado por la inflamación en ambos lados de un nivel, o segmento, de la médula espinal. El término mielitis se refiere a la inflamación de la médula espinal; transversa describe simplemente la posición de la inflamación, es decir, que abarca el ancho de la médula espinal. Los ataques de inflamación pueden dañar o destruir la mielina, la sustancia grasa aisladora que recubre las fibras de las células nerviosas. Estos daños causan cicatrices en el sistema nervioso que interrumpen la comunicación entre los nervios de la médula espinal y el resto del cuerpo.
Los síntomas de la mielitis transversa incluyen la pérdida de función de la médula espinal durante varias horas o varias semanas. Lo que comienza generalmente por un dolor repentino en la espalda, debilidad muscular o sensaciones anormales en los pies y los dedos de los pies, puede progresar rápidamente a síntomas más severos, incluyendo parálisis, retención urinaria y la pérdida de control del intestino. Aunque algunos pacientes se recuperan de la mielitis transversa con pocos o ningún problema residual, otros sufren daños permanentes que afectan su capacidad de realizar tareas normales de la vida diaria. La mayoría de los pacientes padecen solamente de un episodio de mielitis transversa; un porcentaje pequeño puede sufrir una recaída.
El segmento de la médula espinal en el cual ocurre el daño determina qué partes del cuerpo se ven afectadas. Los nervios de la región cervical (cuello) controlan las señales que viajan hacia el cuello, los brazos, las manos y los músculos respiratorios (el diafragma). Los nervios de la región torácica (parte superior de la espalda) envían señales al torso y a algunas partes de los brazos. Los nervios de la región lumbar (parte media de la espalda) controlan las señales a las caderas y las piernas. Finalmente, los nervios sacros, situados dentro del segmento más bajo de la médula espinal, retransmiten señales a la ingle, a los dedos de los pies y a algunas partes de las piernas. Los daños que ocurren en un segmento afectan las funciones de ese segmento y los segmentos inferiores. En pacientes que padecen de mielitis transversa, la desmielinización ocurre generalmente a nivel torácico, causando problemas de movimiento en las piernas y el control del intestino y de la vejiga, los cuales requieren señales de los segmentos inferiores de la médula espinal.